# Zermatt Unplugged

Logo seit 2025

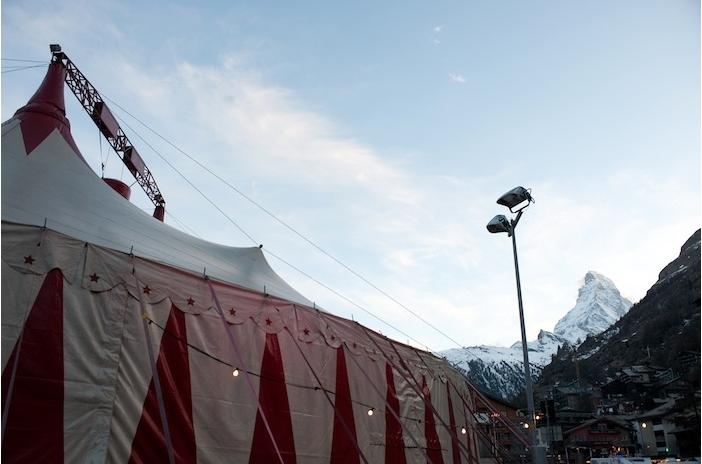
Aussenansicht der Zeltbühne

Zermatt Unplugged ist ein Schweizer Musikfestival in Zermatt, bei dem die Künstler ausschliesslich akustische Instrumente verwenden. Das Zermatt Unplugged fand erstmals 2007 statt und ist das einzige Musikfestival dieser Art in Europa. Es wird von Persönlichkeiten wie Urs Leierer (Blue Balls Festival), Anni-Frid Lyngstad und Dieter Meier unterstützt. Von 2008 bis zu ihrem Tod waren Jon Lord und Claude Nobs Patronatsmitglieder.
Rund 400 Helfer, von denen die überwiegende Mehrheit freiwillig und unbezahlt mitarbeitet, sorgen für den Auf- und Abbau sowie einen reibungslosen Ablauf der Veranstaltung.

## Geschichte
Von Thomas Sterchi und Marco Godat als Singer-Songwriter-Festival gegründet, entwickelte sich Zermatt Unplugged innerhalb von wenigen Jahren zu einer Musikveranstaltung mit bis zu 35'000 Besuchern. Das Festival findet Mitte April an verschiedenen Spielstätten in Zermatt und im Skigebiet statt und dauert fünf Tage. Die Zeltbühne ist mit 2'200 Sitzplätzen und einem Durchmesser von 48 Metern das grösste Rundzelt der Schweiz. Neben dem Hauptzelt finden im The Alex, an den Sunnegga Sessions und in der Kapelle Winkelmatten weitere grosse Konzerte statt.
Auf den 2011 eingeführten „New Talent Stages“ performen musikalische Entdeckungen mehrheitlich aus der Schweiz, aber auch aus Frankreich, Deutschland und Grossbritannien. Mehr als einhundert junge Bands bespielten seit 2011 die Off-Bühnen im Alex, auf der Blue Lounge, im Taste Village, im CERVO und im Pink. Bei der 7. Ausgabe wurden 2014 mit der Gandegghütte und der Tennishalle des Hotel Alex (1'000 Plätze) zwei weitere Bühnen eröffnet. Die Gandegghütte wird an jedem Festivaltag von den „Ronnie Scott's All Stars“, der Hausband des Ronnie Scott’s Jazz Club, bespielt.
Zum 10-jährigen Bestehen wurde mit dem Taste Village ein neues kulinarische Festivalzentrum vor dem Hauptzelt geschaffen.
2009 konnten sich die Verwaltung der Gemeinde und die Organisatoren des Festivals nicht über einen gemeinsamen Termin einigen, weshalb es zu einer einjährigen Pause kam. Im Herbst 2009 wurde eine langfristige finanzielle und logistische Unterstützung durch die Gemeinde vereinbart.
Seit 2017 ist für den Besuch des Taste Village, des Foyerzeltes, der Nebenbühnen und der After Partys der kostenpflichtige Unplugged Pass notwendig. Dessen Preisanhebung 2019 geriet in die Kritik. Ein Konzertticket ermöglicht am gebuchten Tag nur den Zutritt zum Festivalgelände und dem Konzert. Kinder und Jugendliche bis 16 Jahren benötigen keinen Unplugged Pass. Die Veranstaltung ist aufgrund der COVID-19-Pandemie 2020 und 2021 ausgefallen. Vom 15.–18. und 22.–25. Juli 2021 haben stattdessen „Summer Weekends“ stattgefunden.
2023 wurde das Festival mit dem Kultur- und Wirtschaftspreis Wallis ausgezeichnet. Der Preis wurde zum 4. Mal verliehen und ist mit 20’000 Franken dotiert.
Das Budget von Zermatt Unplugged, das der Verein Zermatt Unplugged als Veranstalter durchführt, beträgt rund 6,5 Mio. Schweizer Franken. Etwa 40 % von den Kosten werden durch die öffentliche Hand und Sponsoring finanziert.

## Programm (Auszug)
2025
Vom 8. bis 12. April 2025 haben rund 35'000 Besucher Konzerte von Stephan Eicher & Swiss Orchestra & Friends, UB40, Amy Macdonald, Mika, Clueso, Matt Berninger, Samy Deluxe & MIKIS Takeover! Ensemble, Jalen Ngonda, Calexico, Jade Bird, Fink, James Vincent McMorrow, Fil Bo Riva und Gigi Perez und anderen besucht.
2024
Ab dem 9. April haben mehr als 100 Konzerte unter anderem von Mahalia, Birdy, James Arthur, Gregory Porter und Kate Nash verteilt auf 17 Bühnen stattgefunden.
2023
Auf 13 Bühnen gab es vom 11. April an rund 60 Konzerte unter anderem von Patent Ochsner, Peter Maffay, Of Monsters and Men und Passenger.
2022
Vom 5. bis 9. April fanden mehr als 100 Konzerte auf 18 Bühnen statt. Neben Nena, waren unter anderem Ellie Goulding, Rea Garvey, Aloe Blacc und Thom Yorke zu hören.
2021
Summer Weekends unter anderem mit Konzerten von Jaël, Milow, Mighty Oaks und Morcheeba.
2020
ausgefallen.
2019
Bei der 12. Ausgabe besuchten über 30'000 Gäste Konzerte auf 10 Bühnen, auf denen insgesamt 80 Shows stattgefunden haben. Unter anderen gab Boy George mit Culture Club seine Unplugged-Premiere.
2018
Konzerte gab es unter anderem von Kodaline, Sarah Connor, Hudson Taylor, Emeli Sandé, The Kooks, Norah Jones, Selah Sue, Brett Dennen, Dabu Fantastic, Jake Bugg, Blanco White, Lianne La Havas, Mighty Oaks, Klingande, Antiheld, La Nefera, Max Prosa, Marey und Violetta Zironi.
2017
Bei der zehnten Ausgabe des Zermatt Unplugged waren unter anderem Stephan Eicher, Graham Candy, Nelly Furtado, Matt Simons und Michael Bolton zu Gast. Direkt neben dem Hauptzelt gelegen, bot erstmals das „Taste Village“ Angebote von Zermatter Gastronomen und diversen Festivalpartnern. Mittags konnten an der dort eingerichteten „New Talent Stage“ Konzerte besucht werden. 80 Konzerte auf 14 Bühnen und gut 30'000 Festivalbesucher stellten einen neuen Rekord dar.
2016
In der neunten Ausgabe fanden über 50 Konzerte auf 13 Bühnen statt. Neben James Morrison, Juanes, Simple Minds, Chris Cornell, Angus & Julia Stone, Max Herre, Lisa Stansfield, Xavier Rudd, Alex Clare, Johannes Oerding, Andrew Roachford oder Les Touristes traten viele weitere Künstler auf.
2015
Tickets gab es unter anderem für Anastacia, Patricia Kaas, Heather Nova, Cody ChesnuTT, Gabrielle, James Blunt, Cats on Trees, Starsailor, Melissa Etheridge, Charlie Winston,  Philipp Poisel, Sina, Christina Stürmer und Travis. Während des Festivals konnten 34 Konzerte kostenlos besucht werden.
2014
Neben Aloe Blacc, der nach 2012 zum zweiten Mal Gast beim Zermatt Unplugged war, spielten Katie Melua, Jamie Cullum, Mick Hucknall, James Arthur, Tom Odell, Peter Cornelius, Yodelice, Alex Hepburn, Milow und Band of Horses auf der Zeltbühne, im Vernissage oder im Alex. 39 weitere Konzerte konnten bei freiem Eintritt besucht werden. Mit ca. 26'000 Besuchern wurde ein neuer Rekord erreicht.
2013
Auf der Zeltbühne und im Vernissage waren Brian Ferry, Die Fantastischen Vier, Mando Diao, Marlon Roudette, Morcheeba mit Skye Edwards, Stadio mit Umberto Tozzi, Rea Garvey, Stefanie Heinzmann und Skunk Anansie zu sehen. Von insgesamt 51 Veranstaltungen waren 36 gratis.
2012
Von den 42 Konzerten des Festivals konnten 29 kostenlos besucht werden. Mit den Sunnegga Sessions wurde ein neues Konzertevent eingeführt. Auf der Zeltbühne traten Chris de Burgh, Amy Macdonald, Ms. Lauryn Hill, Grégoire und Aloe Blacc auf. Im Vernissage waren Newton Faulkner, Clueso & Bernewitz Trio, Jonathan Jeremiah, Brooke Fraser und Peter Cincotti zu hören. Anna Aaron, James Vincent McMorrow und James Walsh spielten die Sunnegga Sessions.
2011
Auf der Zeltbühne traten Seal, Mando Diao, Roger Hodgson, David Gray und OneRepublic auf. Im Vernissage spielten Naturally 7, Sina, Marc Sway und Martin Jondo. Insgesamt fanden an fünf Tagen auf neun Bühnen 45 Konzerte statt, von denen 33 Konzerte im Rahmen der New Talent Stages für die Besucher kostenlos waren.
2010
Bei den 33 Veranstaltungen war neben Billy Idol, Lea Lu, Lunik, Lesley Meguid und Milow, Lionel Richie einer der bekanntesten Künstler des Festivals. Newton Faulkner konnte nicht anreisen.
2008
Innerhalb von vier Tagen fanden 13 Konzerte auf der Zeltbühne und im Vernissage statt. Aufgetreten sind unter anderem Reto Burrell, Gabrielle, Glen of Guinness, Gotthard, Jon Lord, Alanis Morissette, Nazareth, Reamonn, Weyermann.
2007
Das Festival dauerte drei Tage und umfasste 9 Konzerte. Chris de Burgh, Brett Dennen, Starsailor, Suzanne Vega, William White und Polar spielten im Vernissage. Drei weitere Konzerte fanden im Restaurant Heimberg statt.